# Lavoisiera caparaoensis
Lavoisiera caparaoensis är en tvåhjärtbladig växtart som beskrevs av Schwacke och Célestin Alfred Cogniaux. Lavoisiera caparaoensis ingår i släktet Lavoisiera och familjen Melastomataceae. Inga underarter finns listade i Catalogue of Life.